# Institut de médecine nucléaire d'Abidjan
Pour les articles homonymes, voir Cocody (homonymie).
L'Institut de médecine nucléaire d'Abidjan  en Côte d'Ivoire (IMENA), une infrastructure sanitaire public hospitalier dédié à la médecine nucléaire et la formation et la recherche dans la médecine nucléaire. Cet établissement offre des services tels que le diagnostic et le traitement de diverses affections telles que le cancer de la thyroïde, le cancer du squelette et le cancer de la prostate ainsi que le diagnostic de la crise cardiaque et de l'embolie pulmonaire.

## Historique et Création
En décembre 2020, le gouvernement émet un décret portant objet de création d'un centre composé de plusieurs services lié à la médecine nucléaire,,,, le centre est actuellement en Côte d'Ivoire en dehors des autres pays d'Afrique. Sur rapport conjoint du ministre de la Santé et de l'Hygiène publique, du ministre de l'Enseignement supérieur et de la Recherche scientifique, du ministre de l'Économie et des Finances, du ministre du Budget et du Portefeuille de l'Etat. Sous le décret N°2020-954 du 09 décembre 2020 portant création, attributions, organisation et fonctionnement de l'Institut de Médecine nucléaire d'Abidjan,, il se loge au sein du centre hospitalier universitaire de Cocody, c'est le mercredi 9 décembre 2020 que le projet de création de cet institut voit le jour et son inauguration à la date du mardi 25 juillet 2023 par le Premier ministre Patrick Achi, en présence du ministre chargé de la santé Pierre N'gou Dimba et de plusieurs membres du Gouvernement de Côte d'Ivoire.
L'Institut de médecine nucléaire d'Abidjan un projet grâce à la coopération qui lie la Côte d’Ivoire et l’Agence internationale de l’énergie atomique, à l'issus du gouvernement Patrick Achi qui vient combler un déficit dans le dispositif de diagnostic et de suivi pré et post thérapeutique de certaines infections, dont le but est de résoudre le problème des pathologies rénales des populations en évitant des opérations chirurgicales et des voyages à l'extérieur qui nécessite assez de moyens financiers,,. Ces édifices permettront de diagnostiquer toutes les maladies des patients, des nourrissons aux personnes âgées, car leurs locaux abritent tous les services répondant pleinement aux normes et commodités d'un établissement hospitalier. Cela fait de la côte d'Ivoire un véritable hub sanitaire régional . 

## Mission
Conformément au N°2020-954 du 09 décembre 2020 l'Institut de médecine nucléaire d'Abidjan a des objectifs suivants : 
La mission d’assurer l’enseignement universitaire, post universitaire et la formation en médecine nucléaire et en radioprotection et de participer à la recherche scientifique, en collaboration avec les institutions nationales et internationales. Aussi faire le diagnostic et le traitement de plusieurs affections en occurrence le cancer de la thyroïde, le cancer du squelette et le cancer de la prostate ainsi que le diagnostic de la crise cardiaque et de l’embolie pulmonaire.

## Fonctionnement
La directrice de l’IMENA est la professeure Kouamé Koutouan Annick,,,

## Organisation
L’IMENA ne dispose pas des pôles régionaux mais des centres de médecine nucléaire (en oncologie médicale) en construction à Grand-Bassa bientôt opérationnel.